# Bougneau
 Bougneau  es una población y comuna francesa, situada en la región de Poitou-Charentes, departamento de Charente Marítimo, en el distrito de Saintes y cantón de Pons. El municipio de Bougneau es parte del cantón de Pons, que incluye 19 municipios.

## Demografía
| 485 | 490 | 476 | 459 | 450 | 430 |
| Para los censos de 1962 a 1999 la población legal corresponde a la población sin duplicidades (Fuente: INSEE [Consultar]) |     |     |     |     |     |